# آمال المهدي
آمال المهدي، (من مواليد 1956 بالبليدة في الجزائر)، أستاذة رياضيات وكاتبة جزائرية. عاشت في العديد من مدن جنوب الجزائر، مما ألهم الكثير من كتاباتها. كتبت لصحيفة الوطن الجزائرية.

## أعمالها الأدبية
- الحسناء والشاعر، الجزائر العاصمة، إصدارات القصبة، 2012، 187 ص.
- يامسل بن الأحجار، الجزائر العاصمة، طبعات القصبة، 2014، 275 ص.
- تين حنان، ملكتي، الجزائر العاصمة، طبعات القصبة، 2014، 141 ص.
- قصص الجدة الجميلة، الجزائر العاصمة، طبعات القصبة، 2015
- تحت علم الرايس، الجزائر العاصمة، طبعات القصبة، 2016
- ملحمة أفريقية. مأساة الهجرة غير الشرعية، الجزائر، إصدارات القصبة، 2018، 172 ص.
- عمل جماعي بعنوان حبي هيزايا بنصوص 14 روائياً وشاعراً (عمار عاشور، نصيرة بلولة، عيسى بك، عائشة بوابسي، سليمان جوادي، صالحة إمكراز، عبد المجيد كواه، عز الدين مناصرة، ميلود خزار، فوزية العرادي، أميلي المهدي. متريف، لزهري لابتر، إسماعيل يبرير)، طبعات هبر.
- الواحة: صور الأمس، مناظر اليوم؛ عمل جماعي يدعمه برنامج النشر للمعهد الفرنسي الجزائري. إصدارات شهاب 2018